# Hablando claro (programa de televisión de 2022)
Hablando claro fue un programa emitido por La 1 de Televisión Española y TVE Internacional, de lunes a viernes entre las 11:30 y las 14:00 (anteriormente hasta las 14:48) desde el 12 de septiembre de 2022, aunque con motivo de la proclamación de Carlos III del Reino Unido como nuevo rey, tras la muerte de su madre la reina Isabel II del Reino Unido, se estrenó el fin de semana del 10 y 11 de septiembre de 2022 con programas especiales entre las 10:30-13:10 el sábado y entre las 10:30-14:30 el domingo. El programa estaba presentado por Lourdes Maldonado junto a Marc Calderó. El programa finalizó su trayectoria el 1 de septiembre de 2023, tras 246 emisiones, dando paso a Mañaneros.

## Formato
La actualidad y las conexiones en directo son sus pilares básicos. Hablando claro cuenta con un equipo de 14 reporteros que se encarga de tomar el pulso a las noticias desde los lugares donde sucedan. La crónica de los reporteros se complementa con reportajes, entrevistas, primicias, informes o encuestas, y también con la opinión de los analistas más acreditados para cada asunto. El programa cuenta también con la red de Centros territoriales de RTVE.
Mientras que Lourdes Maldonado se encarga de presentar la actualidad del día y moderar una tertulia, Marc Calderó pone en contexto los datos a través de informes, testimonios y entrevistas con los protagonistas de la noticia y toma el pulso a los contenidos más relevantes, amplia datos y relaciona titulares y noticias.
Ambos son también parte activa de la redacción y elaboración del programa y, cuando la actualidad lo requiera, saldrán del plató para desarrollar coberturas especiales y acercarse al lugar de la noticia.

## Equipo

### Presentadores
| Presentador/a     | Información   | Años | Años |
| Presentador/a     | Información   | 2022 | 2023 |
| ----------------- | ------------- | ---- | ---- |
| Lourdes Maldonado | Presentadora  |      |      |
| Marc Calderó      | Copresentador |      |      |
| Alberto Herrera   | Copresentador |      |      |

### Colaboradores
- Ainhoa Martínez
- Alán Barroso
- Ana Isabel Sánchez
- Ana Martín
- Ana Pardo de Vera
- Ana Samboal
- Ángela Martialay
- Antón Losada
- David Jiménez
- Fátima Iglesias
- David González
- Fernando Garea
- Federico Quevedo
- Ignacio Camacho
- Inocencio Arias
- Isabel Morillo
- Isaías Lafuente
- Javier Aroca
- Javier Chicote
- Javier Ruiz
- Jesús Maraña
- José Apezarena
- Juanma Lamet
- Ketty Garat
- Lorena Chicote
- Luis Arroyo
- María Peral
- María José Landaburu
- Mariela Rubio
- Marisol Hernández
- Martín Barreiro
- Paco Marhuenda
- Pilar Velasco
- Raquel Tejero
- Rosa Paz
- Tonia Etxarri
- Verónica Fumanal

### Reporteros
- Ana Prada
- Ángela García Romero
- Cecilia Revuelta
- Cristina Vázquez
- Dani González
- Elena Gómez Godessart
- Fernando Ballesteros
- Isabel Fernández
- Javier Aguado
- Juan Pablo Carabias
- Lorelei Esteban
- María Álvarez
- María Escolar
- Noemí Maldonado
- Pablo Muñiz
- Raúl Prieto
- Silvia Ruiz
- Tino Cueto
- Xoán Leiro

## Audiencias
| Temporada | Episodios | Estreno                  | Final                   | Audiencia    | Audiencia         | Horario |
| Temporada | Episodios | Estreno                  | Final                   | Espectadores | Cuota de pantalla | Horario |
| --------- | --------- | ------------------------ | ----------------------- | ------------ | ----------------- | --- |
| 1.ª       | 246       | 10 de septiembre de 2022 | 1 de septiembre de 2023 | 280.000*     | 6,9%*             | 10-11/9/22 Especiales con motivo del fallecimiento de la reina Isabel II de Reino Unido y de la proclamación como rey de Carlos III de Reino Unido 10:30-13:10 (sá.) y 10:30-14:30 (do.)12/9/22-12/1/23 Lunes a viernes 11:30-14:00 y 14:12-14:4813/1/23-20/1/23 Lunes a viernes 11:30-14:00 y 14:12-15:0023/1/23-1/9/23 Lunes a viernes 11:30-14:00 |
| Total     | Total     | 10 de septiembre de 2022 | 1 de septiembre de 2023 | 280.000      | 6,9%              | 11:30-14:00 |